# Скрибонии
Скрибо́нии (лат. Scribonii) — древнеримский плебейский род, представители которого занимали высшие должности со II века до н. э.
Род Скрибониев разделился на две ветви: Либоны и Курионы, причём в ветви Либонов преобладал преномен Луций, а в ветви Курионов — Гай. Из представителей рода наиболее известны:
- Гай Скрибоний Курион — видный оратор, претор 121 года до н. э.

- Гай Скрибоний Курион — сын предыдущего, консул 76 года до н. э.

- Гай Скрибоний Курион — сын предыдущего, народный трибун 50 года до н. э., пропретор в 49 году до н. э., сторонник Гая Юлия Цезаря.

- Луций Скрибоний Либон — консул 34 года до н. э., друг Гнея Помпея Великого и тесть Секста Помпея.

- Скрибония — сестра предыдущего, жена Октавиана, мать Юлии Старшей.